# Розовка (Северо-Казахстанская область)
Розовка (каз. Розовка) — упразднённое село в Тайыншинском районе Северо-Казахстанской области Казахстана. Входило в состав Келлеровского сельского округа. Ликвидировано в 2000-е годы.

## Население
По данным переписи 1999 года, в селе проживало 116 человек (54 мужчины и 62 женщины).

## История
Село основано в 1900 г. немецкими переселенцами из Самарской губернии.